# Jean Tabary
Jean Tabary   (Estocolm, 5 de març de 1930 - Saint-Jean-d'Angle, 18 d'agost de 2011) va ser un autor de còmic, va iniciar la seva carrera amb la sèrie Richard et Charlie, realitzada per al setmanari Vaillant. Altres creacions de Tabary són Totoche, Corinne et Jeannot, Luc et Laura, La famille Hautympan, i Valentin li Vagabond. La seva obra que va assolir mes popularitat va ser Iznogud, realitzada juntament amb el guionista René Goscinny. Va morir el 18 d'agost de 2011 als 81 anys.

## Obra
| Sèrie                | Data      | Publicació      | Albumes | Editor                    | Notes                                    |
| -------------------- | --------- | --------------- | ------- | ------------------------- | ---------------------------------------- |
| Richard et Charlie   | 1955-1962 | Vaillant        | 1       | Glénat                    |                                          |
| Totoche              | 1959-1976 | Vaillant y Pif  | 14      | Vaillant y Dargaud        |                                          |
| Iznogoud             | 1962–2004 | Record y Pilote | 27      | Dargaud                   | Amb guions de René Goscinny fins al 1977 |
| Valentin le vagabond | 1962–1977 | Pilote          | 7       | Dargaud                   | Creat amb Goscinny                       |
| Corinne et Jeannot   | 1966–2005 | Pif             | 7       | Vaillant, Dargaud, Tabary |                                          |